# Автошлях Т 2535
Автошля́х Т 2549 — автомобільний шлях територіального значення у Чернігівській області. Пролягає територією Козелецького району через Козелець — Остер — Карпилівку — Сорокошичі. Загальна довжина — 59 км.

## Маршрут
Автошлях проходить через такі населені пункти:
| Автошлях Т 2535      |                          |
| Чернігівська область |                          |
| Козелецький район    |                          |
| Козелець             | E95М01Т 2513Т 2528Т 2549 |
| Скрипчин             |                          |
| Одинці               |                          |
| Кошани               |                          |
| Любечанинів          |                          |
| Остер                | Т 1008                   |
| Карпилівка           | Т 1001                   |
| Лошакова Гута        |                          |
| Косачівка            |                          |
| Тужар                |                          |
| Сорокошичі           |                          |